# Embraer EMB 312 Tucano
L'Embraer EMB 312 Tucano è un monomotore turboelica da addestramento basico ad ala bassa prodotto dall'azienda brasiliana Embraer dagli anni ottanta.
Impiegato nelle scuole di volo militare di diverse aeronautiche militari mondiali, il Tucano è caratterizzato da una cabina di pilotaggio a due posti scalati in tandem, in modo da garantire una più ampia visibilità all'istruttore posto sul seggiolino posteriore.
Analogamente ad altri addestratori simili ne è stata commercializzata una versione da attacco leggero, inoltre è stato prodotto su licenza dall'azienda britannica Short Brothers plc.

## Versioni
- EMB 312 - versione standard

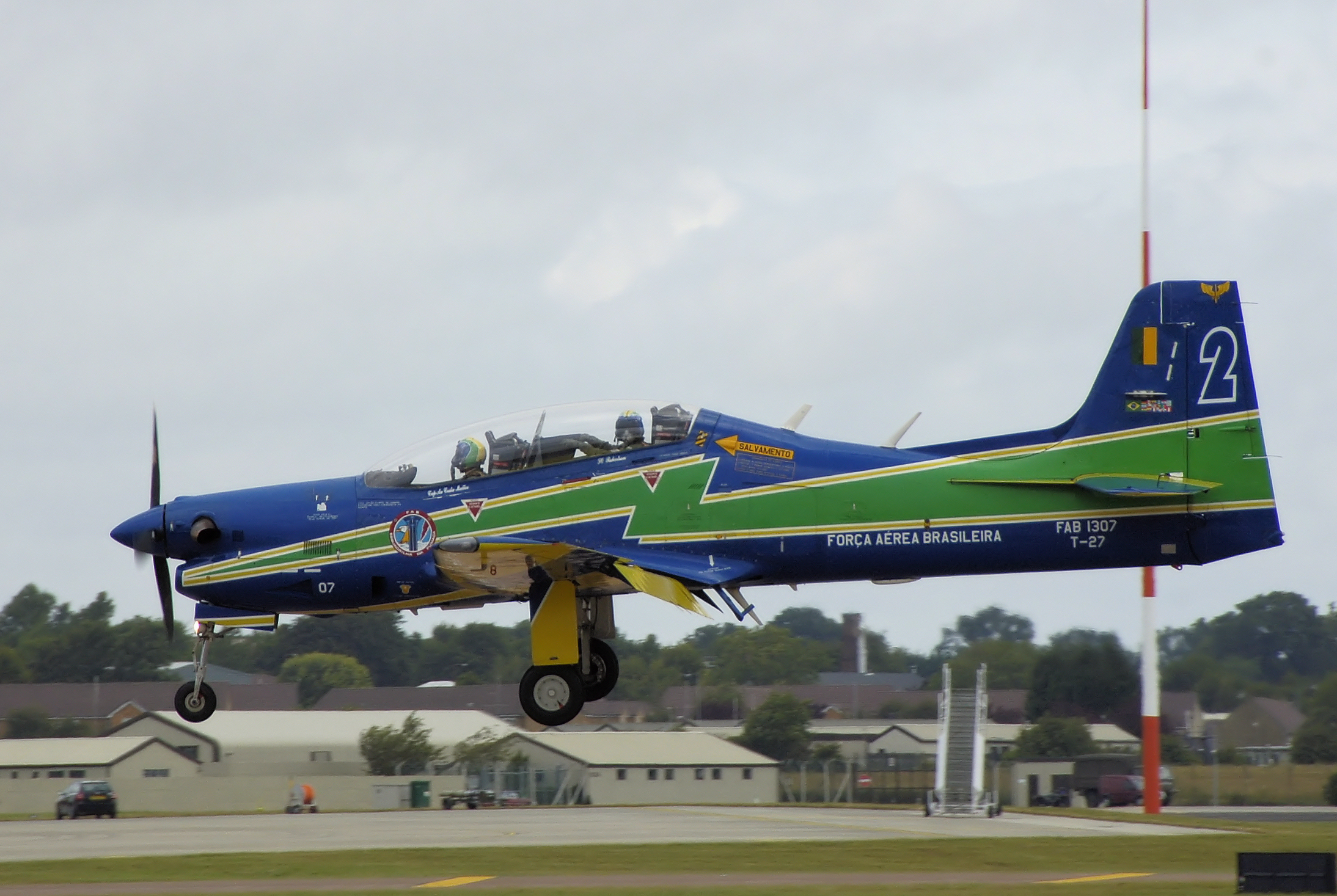
Un Tucano della pattuglia acrobatica brasiliana Esquadrilha da fumaça in fase di atterraggio.

  - T-27 - denominazione ufficiale FAB della versione da addestramento basico biposto
  - AT-27 - denominazione ufficiale FAB della versione light attack biposto
  - EMB 312F - versione modificata con avionica di produzione francese su richiesta dell'Armée de l'air e prodotta in 80 esemplari

### Varianti
- Short Tucano - versione prodotta su licenza dall'azienda britannica Short Brothers plc. 130 esemplari consegnati alla Royal Air Force, 12 al Kenya e 16 in versione modificata nell'avionica e motorizzazione al Kuwait
- EMB 312H - prototipo sviluppato in collaborazione tra Northrop ed Embraer per concorrere al programma JPATS USAF per la fornitura di un addestratore avanzato.
  - EMB 314 Super Tucano (ALX) - sviluppo del EMB-312H attualmente in produzione ed impiegato dalla FAB.[3]

## Utilizzatori

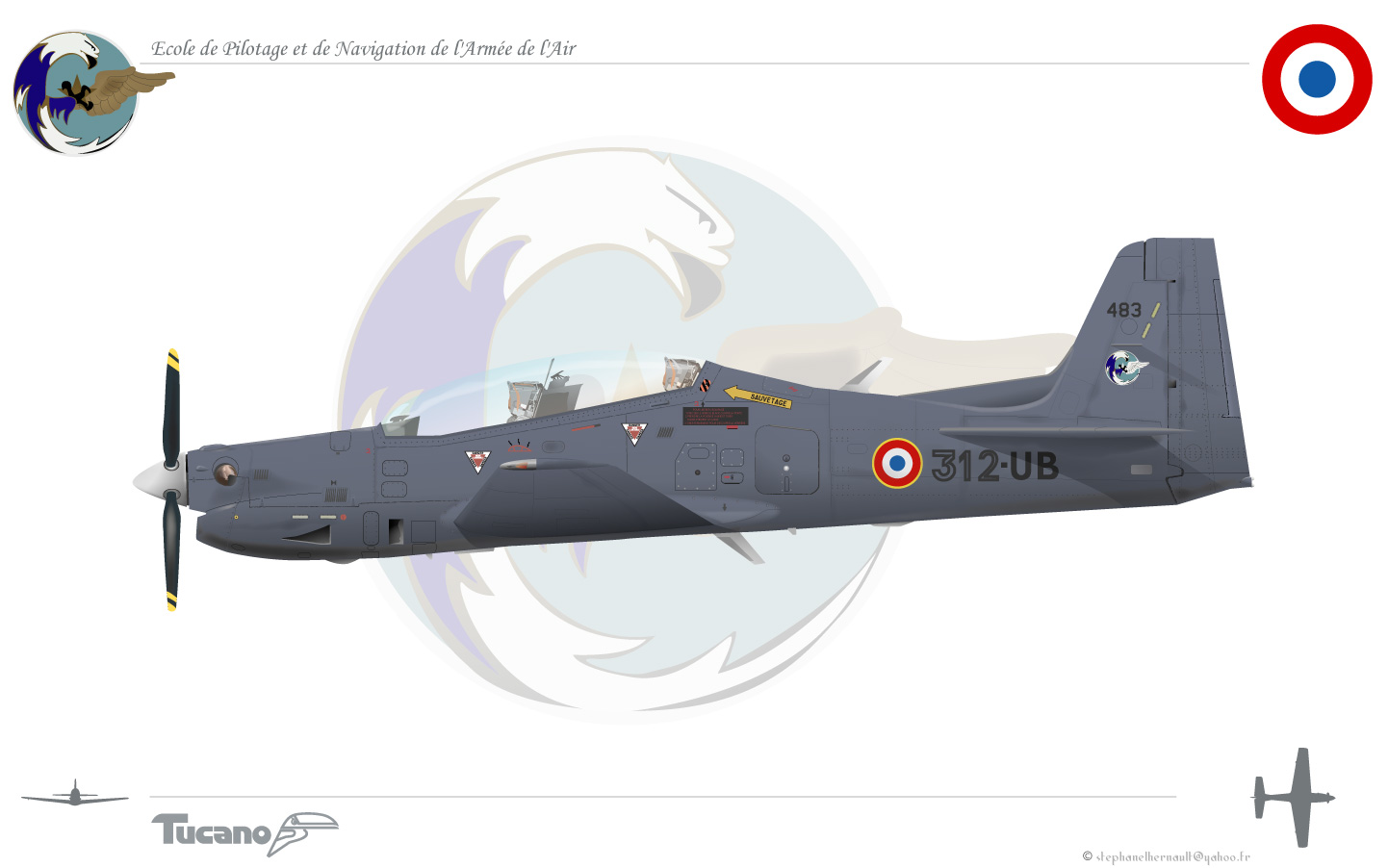
Il Tucano odell'Ecole de Pilotage et Navigation de l'Armée de l'Air.

Al dicembre 2011 risultavano 11 le forze aeree che mantenevano in linea i Tucano, con due che avevano deciso di dismetterli:
 Angola
- Força Aérea Nacional Angolana

8 EMB-312 ricevuti nel 1998, più 6 acquistati dal Perù a marzo 2002.
 Argentina
- Fuerza Aérea Argentina
  - Escuela de Aviación Militar (EAM) di Cordoba.

30 EMB-312A consegnati tra il 1987 ed il 1988 impiegati per l'addestramento, ma anche per missioni COIN. 14 in servizio all'ottobre 2019.
 Brasile
- Força Aérea Brasileira
  - Academia da Força Aérea Brasileira
  - Esquadrão de Demonstração Aérea (Esquadrilha da fumaça) - la pattuglia aeronautica nazionale brasiliana.

168 T-27 consegnati tra il settembre 1983 ed il marzo 1993. 50 dei 102 esemplari ancora in organico, sono stati aggiornati al nuovo standard T-27M tra il 2020 ed il febbraio 2022. Fondi permettendo, anche i restanti aerei non aggiornati dovrebbero essere portati al nuovo standard.
 Colombia
- Fuerza Aérea Colombiana
  - Escuadrón de Combate 212 a Apiay.

14 T-27 consegnati a partire dal 1992. Al luglio 2020 i 14 T-27 sono stati portati allo standard T-27M (con un programma della durata di sei anni) e sottoposti ad un aggiornamento che comprende nuovi sistemi avionici, miglioramenti strutturali e nuovi sistemi di atterraggio.
 Egitto
- Al-Quwwat al-Jawwiya al-Misriyya

54 aerei consegnati di cui 40 prodotti su licenza dalla Helwan, tutti in servizio all'agosto 2019.
 Honduras
- Fuerza Aérea Hondureña
  - Escuela de Aviacion Militar (EAM)

12 T-27 consegnati, 8 in servizio all'agosto 2021.
 Iran
- Niru-ye Havayi-ye Artesh-e Jomhuri-ye Eslami-e Iran

25 EMB-312 consegnati a partire dal 1989 al 1991, 15 in servizio al novembre 2021.
 Kenya
- Kenya Air Force

12 Short Tucano T.51 consegnati a partire dal 1990. 10 in servizio all'aprile 2022.
 Kuwait
- Al-Quwwat al-Jawwiyya al-Kuwaytiyya

16 Short Tucano Mk.52 consegnati, i 12 in organico al giugno 2022, sono stati messi a terra già da tempo.
 Mauritania
- Force aérienne de la République Islamique de Mauritanie
  - Ecole Militaire Inter Armes (EMIA) ad Atar

4 EMB-312F consegnati.
 Niger
- Armée de l'air du Niger

2 Short Tucano T.Mk 1 in servizio al dicembre 2021.
 Paraguay
- Fuerza Aérea Paraguaya

opera con 6 esemplari (3 persi in incidenti).
 Perù
- Fuerza Aérea del Perú

30 acquistati tra il 1987 ed il 1992, 3 persi e 6 venduti all'Angola, ne restano in servizio 21 al dicembre 2016.
 Venezuela
- Aviación Militar Venezolana

31 EMB-312 (12 erano A-27 per missioni COIN) acquistati nel 1986-1987, 17 in servizio al marzo 2021, in quanto un esemplare ha subito un incidente durante l'atterraggio il 1 marzo 2021.

### Passati
Francia
- Armée de l'air
  - Ecole de Pilotage et Navigation

operò con 50 esemplari della versione EMB 312F.
 Iraq
- Al-Quwwat al-Jawwiyya al-'Iraqiyya

operò con 80 esemplari di costruzione Helwan.
 Regno Unito
- Royal Air Force

130 esemplari costruiti su licenza come Short Tucano T Mk. 1, in servizio dal 1989 all'ottobre 2019.

## Incidenti
Il 22 giugno 2015 nello schianto di un Embraer EMB 312 Tucano ha perso la vita il pluripremiato compositore James Horner, mentre sorvolava la Foresta Nazionale di Los Padres.

### Pubblicazioni
- (EN) Craig Hoyle, World Air Forces Directory (PDF), in Flight International, vol. 180, n. 5321, Sutton, UK, Reed Business Information, 13 dicembre 2011,  pp. 26-52, ISSN 0015-3710 (WC · ACNP).